# ل سیور (مینه‌سوتا)
ل سیور، مینه‌سوتا (به انگلیسی: Le Sueur, Minnesota) یک شهر در ایالات متحده آمریکا است که در مینه‌سوتا واقع شده‌است.

## خصوصیات
ل سیور ۱۴٫۵۶ کیلومترمربع مساحت و ۴٬۰۵۸ نفر جمعیت دارد و ۲۳۶ متر بالاتر از سطح دریا واقع شده‌است.